# Delcy Rodríguez

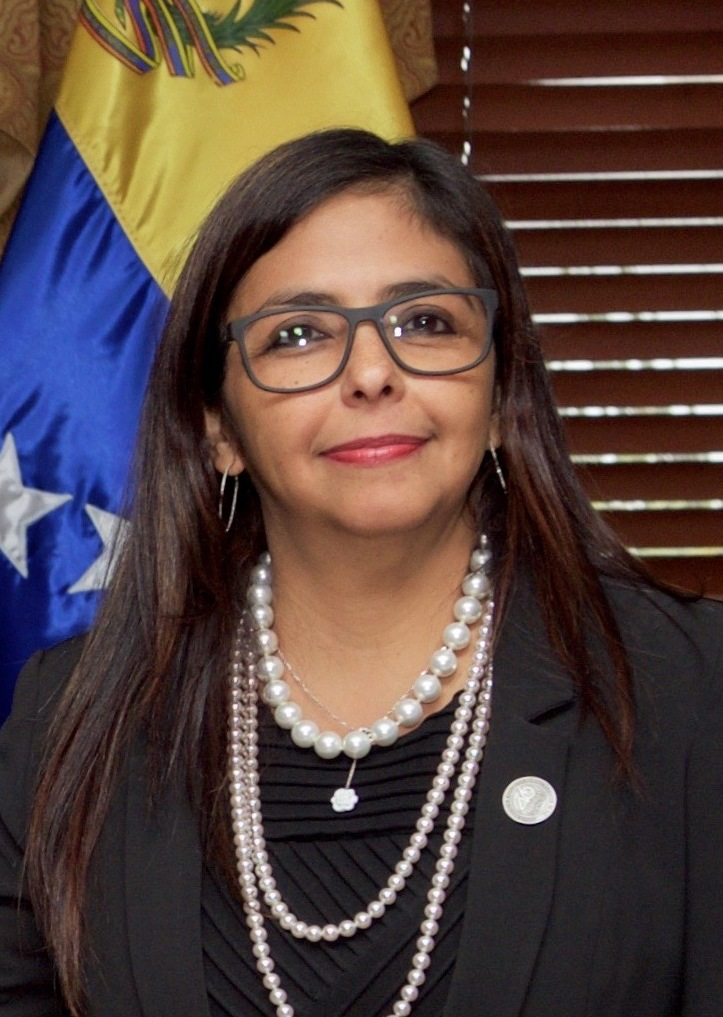
Delcy Rodríguez (2016).

Delcy Eloína Rodríguez Gómez (* 18. Mai 1969) ist eine Juristin und venezolanische Politikerin. Seit dem 14. Juni 2018 ist sie Vizepräsidentin von Venezuela. Ihr untersteht auch der SEBIN, der Geheimdienst von Venezuela. Zuvor war sie Außenministerin, Ministerin für Kommunikation und Information und Vorsitzende der Verfassunggebenden Versammlung.

## Herkunft und Ausbildung
Delcy Rodríguez ist die Tochter von Jorge Antonio Rodríguez, dem Mitbegründer und Generalsekretär der „Sozialistische Liga“, einer Partei die später in die heutige sozialistische Regierungspartei PSUV aufging. 1976, als Delcy sieben Jahre als war, wurde ihr Vater in einem venezolanischen Gefängnis zu Tode gefoltert. Nach ihrem Schulabschluss studierte sie an der Universidad Central de Venezuela in Caracas Jura, ein Aufbaustudium in Arbeitsrecht führte sie auch nach Frankreich und Großbritannien. Ihr Bruder Jorge Rodríguez ist Psychiater und seit 2017 Venezuelas Minister für Kommunikation und Information.

## Politische Karriere
Bereits in der Ära Hugo Chávez bekleidete Rodríguez öffentliche Ämter, ihre politische Karriere machte sie jedoch ab 2013 unter Nicolás Maduro. Sie gilt nach Einschätzung der Deutschen Welle als die mächtigste Frau Venezuelas und ist eine enge Vertraute Maduros. Den Posten als venezolanische Vizepräsidentin übernahm sie 2018 nach den Präsidentschaftswahlen von Tareck El Aissami, der zum Industrieminister ernannt wurde.
Ab September 2017 wurde sie zunächst von Kanada wegen des Bruches der venezolanischen Verfassungsordnung mit Sanktionen belegt. Nach ihrer Ernennung zur venezolanischen Vizepräsidentin erhielt sie auch von der Europäischen Union Einreise- und Vermögenssperren, später auch von der Schweiz und den Vereinigten Staaten mit Sanktionen belegt.